# Danmarks naturfredningsforening
Danmarks Naturfredningsforening är en förening i Danmark som arbetar för starkare natur- och miljöskydd, större hänsyn till natur och miljö i den offentliga planeringen, bättre tillgång till naturen, starkare natur- och mijörätt samt informationsspridning. Föreningen grundades 1911 och 2024 hade den 135 000 medlemmar.

## Historia
Föreningen grundades 21 april 1911 på Palace Hotel i Köpenhamn som "Forening for Naturfredning". Under de tiddiga åren fokuserade föreningen mycket på naturbevarande ur ett estetiskt perspektiv och arbetade även med att säkerställa befolkningens tillgång till strand och skog, inte minst till kusten längs Öresund och Dyrehaven. 
Sedan 1912 så driver föreningen en skräpinsamling som genomförs på en viss dag varje år med ett stort antal deltagare. I den deltar även skol- och dagisbarn. Motstånd mot reklamskyltar längs landsvägar, bevarande av vägträd och stenblock var också viktigt för föreningen. Dess antal växte så att den 1925 hade 3 000 medlemmar. Samma år bytte den till sitt nuvarande namn för att visa att den var rikstäckande. Efter att Naturfredningsloven (naturvårdslagen) ändrats 1937 (genom statsminister Thorvald Staunings personliga ingripande) har föreningen rätt att väcka naturvårdsärenden. Som mest har föreningen haft 260 784 medlemmar, vilket den hade 1987.

## Ordförande (sedan 1963 president)
- 1911-1915 Alfred Hage (1843-1922), godsägare och tidigare landbrugsminister.
- 1915-1921 V.M. Amdrup, advokat och bankdirektör
- 1921-1960 Erick Struckmann (1875-1962), konstnär
- 1960-1963 Vagn Jensen, kontorchef i Undervisningsministeriet
- 1963-1984 Valdemar M. Mikkelsen, professor i botanik vid Kongelige Veterinær- og Landbohøjskole
- 1984-1996 Svend Bichel (f. 1943), lektor
- 1996-2006 Poul Henrik Harritz (f. 1956), journalist
- 2006-2018 Ella Maria Bisschop-Larsen (f. 1951), biolog
- 2018- Maria Reumert Gjerding (f. 1978), miljöplanerare och tidigare folketingsledamot